# Chorebus caelebs
Chorebus caelebs är en stekelart som först beskrevs av Nixon 1944.  Chorebus caelebs ingår i släktet Chorebus och familjen bracksteklar. Inga underarter finns listade i Catalogue of Life.